# Edmund Allenby
Edmund Henry Hynman Allenby, ps. „Bloody Bull” (ur. 23 kwietnia 1861 w Brackenhurst Hall, zm. 14 maja 1936 w Londynie) – brytyjski marszałek polny, znany zwłaszcza z dowodzenia podczas I wojny światowej, podczas której prowadził Egipski Korpus Ekspedycyjny w kampanii na półwyspie Synaj i w Palestynie.
Allenby był jednym z najwybitniejszych dowódców British Army. Wykorzystał on doświadczenie zdobyte w II wojnie burskiej do prowadzenia śmiałej kampanii na Bliskim Wschodzie w latach 1917–1918. Połączył on działania piechoty, kawalerii i lotnictwa. Przez wielu jest uznawany za prekursora taktyki Blitzkriegu.

## Dzieciństwo i młodość
Edmund Allenby urodził się w zamożnej rodzinie chłopskiej w Brackenhurst Hall, w hrabstwie Nottinghamshire w Anglii.  Miał pięcioro rodzeństwa.
Ukończył Haileybury and Imperial Service College w Hertford Heath. Próbował podjąć pracę w brytyjskiej służbie publicznej w Indiach, jednak dwukrotnie nie zaliczył egzaminu wstępnego.

## Kariera wojskowa
W 1880 zdał egzamin i został przyjęty do Royal Military College w Sandhurst. Po dziesięciu miesiącach szkolenia wojskowego, został w 1881 przydzielony do 6 Regimentu Dragonów (Inniskilling). W 1882 dołączył do swojego regimentu w brytyjskiej Kolonii Przylądkowej w Afryce Południowej. W latach 1884–1885 pełnił służbę patrolową w brytyjskim protektoracie Beczuana, a następnie w 1888 w Królestwie Zulu. Rok później, jako kapitan, został mianowany adiutantem regimentu. Był odpowiedzialny za dyscyplinę i porządek żołnierzy, i szybko zyskał reputację surowego oficera. W 1890 razem ze swoją jednostką powrócił do Anglii, gdzie jego regiment skierowano do miasta Brighton, ograniczając służbę do zadań szkoleniowych. W 1893 służba Allenby’ego jako adiutanta dobiegła końca.

W 1894 Allenby podjął nieudaną próbę zdania egzaminu wstępnego do szkoły oficerów sztabowych Staff College w Camberley. Nie zraził się niepowodzeniem i w kolejnym roku ponownie podszedł do egzaminu, dostając się na uczelnię jako jedyny kawalerzysta na roku. Był pierwszym oficerem z 6 Regimentu Dragonów, który dostał się do Staff College. Konkurował on z Douglasem Haigiem z 7 Regimentu Huzarów Królewskich, który dostał się na uczelnię, nie biorąc udziału w egzaminie wstępnym. Ich rywalizacja wynikała z różnicy charakterów i trwała aż do I wojny światowej. Allenby poza szkoleniem wojskowym rozwijał także zainteresowania poezją, ornitologią, geografią i botaniką. Otrzymał on następującą ocenę: 
„Ten oficer ma wystarczająco dużo dobrych umiejętności i praktycznego zdrowego rozsądku, aby zrealizować każde postawione przed nim zadanie. Tak długo jak przedmiot lub sytuacja znajduje się przed nim, stara się szybko i dokładnie ją zanalizować. W sprawach, w których nie jest biegły, stara się nie wgłębiać w szczegóły. Jest energiczny, ma umiejętność podejmowania właściwych i szybkich decyzji, jest myślicielem i pisarzem. Jest dobrym i aktywnym żołnierzem, wywiera wpływ na innych i dobrze z nimi współpracuje.”
Przed opuszczeniem uczelni w 1897 został awansowany na majora. Ożenił się także z Mabel Chapman, córką właściciela ziemskiego Wiltshire. W 1898 dołączył do 3 Brygady Kawalerii i służył jako major-brygady w Irlandii.

### Wojna burska
Gdy w 1899 w południowej Afryce wybuchła II wojna burska, Allenby został z powrotem przeniesiony do 6 Regimentu Dragonów w Queenstown. Po szybkiej organizacji regiment wysłano w rejon walk. 11 grudnia 1899 wylądował w Kapsztadzie. Allenby został zastępcą dowódcy regimentu i dołączył do Dywizji Kawalerii generała Johna Frencha. Broniąc północnej granicy Kolonii Przylądkowej, dywizja Frencha stosowała mobilną taktykę kawalerii i szybkimi rajdami stwarzała zagrożenie tyłom i flankom sił Burów. Allenby zyskał w tym czasie reputację odważnego dowódcy, a następnie otrzymał dowództwo szwadronu kawalerii. W dniu 14 stycznia 1900, podczas starcia pod Colesberg dowodził dwoma szwadronami kawalerii, dwoma kompaniami piechoty i jednostką artylerii. Allenby uniknął odcięcia swoich oddziałów przez przeważające siły przeciwnika, i zdołał wycofać się, zdobywając kilku jeńców. W lutym 1900 Dywizja Kawalerii wzięła udział w bitwie pod Paardeberg, doprowadzając do zniesienia blokady miasta Kimberley. W marcu, regiment Allenby’ego uczestniczył w ofensywie na Bloemfontein, zajmując kolejne miasta i wypierając siły Burów. Pod koniec miesiąca dowódca regimentu został odwołany do domu, i Allenby objął tymczasowe dowództwo. Jego regiment pełnił w tym czasie głównie zadania eskortowania konwojów. W czerwcu uczestniczył w natarciu na stolicę Transwalu, Pretorię. Następnie przez ponad trzy tygodnie prowadził działania w rejonie miasta Middelburg, a potem przeniósł się do wschodniej części Transwalu, prowadząc nieustanne walki z Burami. W styczniu 1901 Dywizja Kawalerii została podzielona na kilka kolumn, a Allenby otrzymał dowództwo nad jedną z nich. Pod jego rozkazami znajdowały się dwa regimenty kawalerii, bateria artylerii konnej i batalion piechoty. Przez kolejnych osiemnaście miesięcy brytyjskie wojska były zaangażowane w walki typu partyzanckiego. Małe komanda Burów napadały na konwoje zaopatrzeniowe i Allenby musiał wykazać się dużą odwagą oraz energicznością w pościgach za nimi. Pod koniec 1901 Allenby rozchorował się i spędził 10-dniowy urlop w Durbanie. Po wyleczeniu powrócił do służby. Dwa lata nieustannych walk, bez odpoczynku i stałego miejsca zakwaterowania, sprawiły, że zaczął on odczuwać pierwsze oznaki stresu i przemęczenia. W maju 1902 do południowej Afryki przyjechała jego żona, która dołączyła do niego w Transwalu. 31 maja 1902 podpisano pokój w Vereeniging. Allenby zyskał podczas tej wojny duże uznanie swojego dowódcy, Horatio Kitchenera. Otrzymał wówczas awans na pułkownika.

### Lata międzywojenne

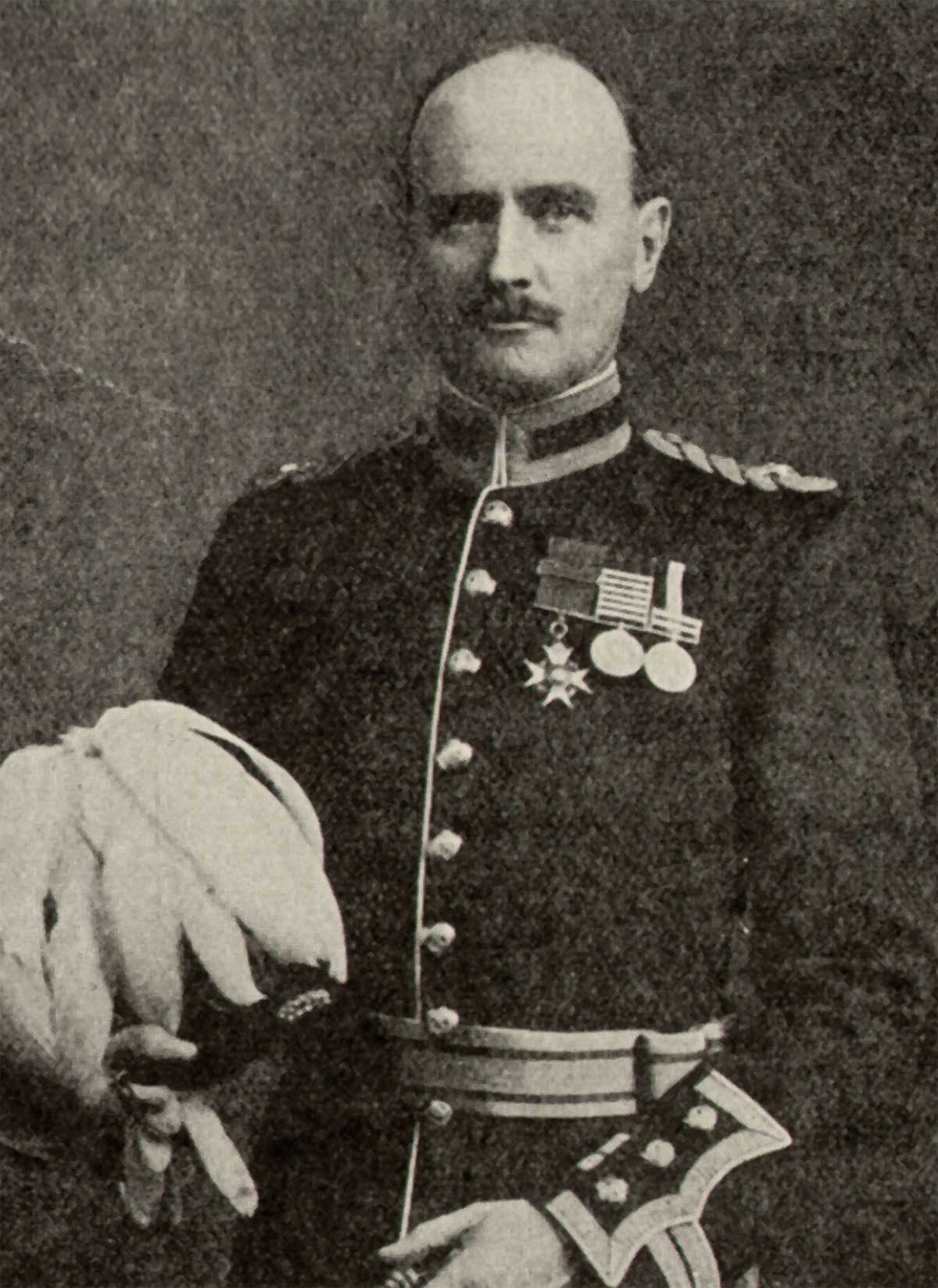
Sir Edmund Allenby

W 1902 Allenby powrócił do Anglii, obejmując dowództwo nad 5 Regimentem Królewskich Lansjerów. W 1905 otrzymał awans na brygadiera. Przeniósł się do Colchester i objął dowództwo 4 Brygady Kawalerii. W 1909 awansował na major-generała. Ze względu na duże doświadczenie w dowodzeniu kawalerią został w 1910 mianowany głównym inspektorem kawalerii, z siedzibą w Horse Guards w Londynie. Był to trudny okres dla brytyjskiej kawalerii, ponieważ doświadczenia wojen burskich i wojny rosyjsko-japońskiej zmusiły do zastanowienia się nad rolą jazdy w nowoczesnej wojnie. Zdania na ten temat były podzielone. Jedna część ekspertów opowiadała się za tradycyjnym wykorzystaniem kawalerii do szybkich mobilnych manewrów i ataków z użyciem szabli i lanc. Natomiast druga część ekspertów twierdziła, że przyszłość kawalerii leży w pełnieniu funkcji mobilnej piechoty. Allenby zdecydował się zająć w tych dyskusjach pośrednią pozycję, podkreślając potrzebę szkolenia kawalerzystów w taktyce piechoty, która w razie potrzeby może przeprowadzać szybkie kawaleryjskie natarcia. Dostrzegał przy tym konieczność wprowadzenia na uzbrojenie kawalerii karabinów maszynowych. Podkreślał także znaczenie jazdy w działaniach rekonesansowych, i osłony wycofywania się jednostek piechoty.
Pełnienie przez niego funkcji głównego inspektora przyczyniło się do utraty popularności wśród podległych oficerów i żołnierzy. Przeprowadzał on niespodziewane inspekcje w sposób niezwykle energiczny i pedantyczny. Zyskał wówczas przydomek „Byk” (ang. The Bull).

### I wojna światowa

#### Front zachodni
Wraz z wybuchem I wojny światowej Brytyjski Korpus Ekspedycyjny został wysłany do Francji i wziął udział w walkach na froncie zachodnim. Korpus Ekspedycyjny składał się początkowo z trzech dywizji piechoty i dywizji kawalerii. Swoją pierwszą bitwę Brytyjski Korpus Ekspedycyjny stoczył 23 sierpnia 1914. Podczas bitwy pod Mons Allenby dowodził dywizją kawalerii osłaniającą odwrót piechoty.
Gdy w październiku 1914 przeprowadzono reorganizację Brytyjskiego Korpusu Ekspedycyjnego, wydzielono z niego Korpus Kawalerii. Dowództwo nad nim powierzono generałowi Allenby’emu. Korpus składał się z trzech dywizji kawalerii (1., 2. i 3.). Każda z dywizji dzieliła się na brygady, a następnie na regimenty. W odróżnienia od francuskiej i niemieckiej kawalerii, brytyjska była uzbrojona w karabiny. Każda dywizja posiadała baterię artylerii dalekiego zasięgu, na każde dwie brygady przypadała bateria 24 13-funtowych dział, a każdy regiment posiadał dwa karabiny maszynowe. W ten sposób, brytyjska dywizja kawalerii, gdy zsiadła z koni, była odpowiednikiem dwóch osłabionych brygad piechoty. Dzięki temu brytyjscy kawalerzyści znajdowali się w lepszej sytuacji niż ich koledzy z innych armii. Była to zdecydowana zasługa Allenby’ego.
28 kwietnia 1915 Allenby objął dowództwo nad V Korpusem (cztery dywizje piechoty i Korpus Kawalerii). Jego siły wzięły udział w II bitwie pod Ypres (22 kwietnia – 25 maja 1915). W dniu 23 października 1915 Allenby objął dowództwo nad 3 Armią. Uczestniczył w bitwie nad Sommą (1 lipca – 18 listopada 1916). Podczas bitwy pod Arras (9 kwietnia – 16 maja 1917) Allenby nie wykorzystał wyłomu w niemieckich liniach obronnych i 9 czerwca został zastąpiony przez generała Juliana Byng. Jednak rzeczywistym powodem jego odsunięcia był spór nad taktyką wojenną prowadzony z marszałkiem Douglasem Haig. W rezultacie Allenby został przeniesiony do Egiptu. Wkrótce po przybyciu do Kairu, dowiedział się o śmierci swojego syna Michaela, który zginął podczas artyleryjskiego ostrzału na froncie zachodnim.

#### Egipt i Palestyna

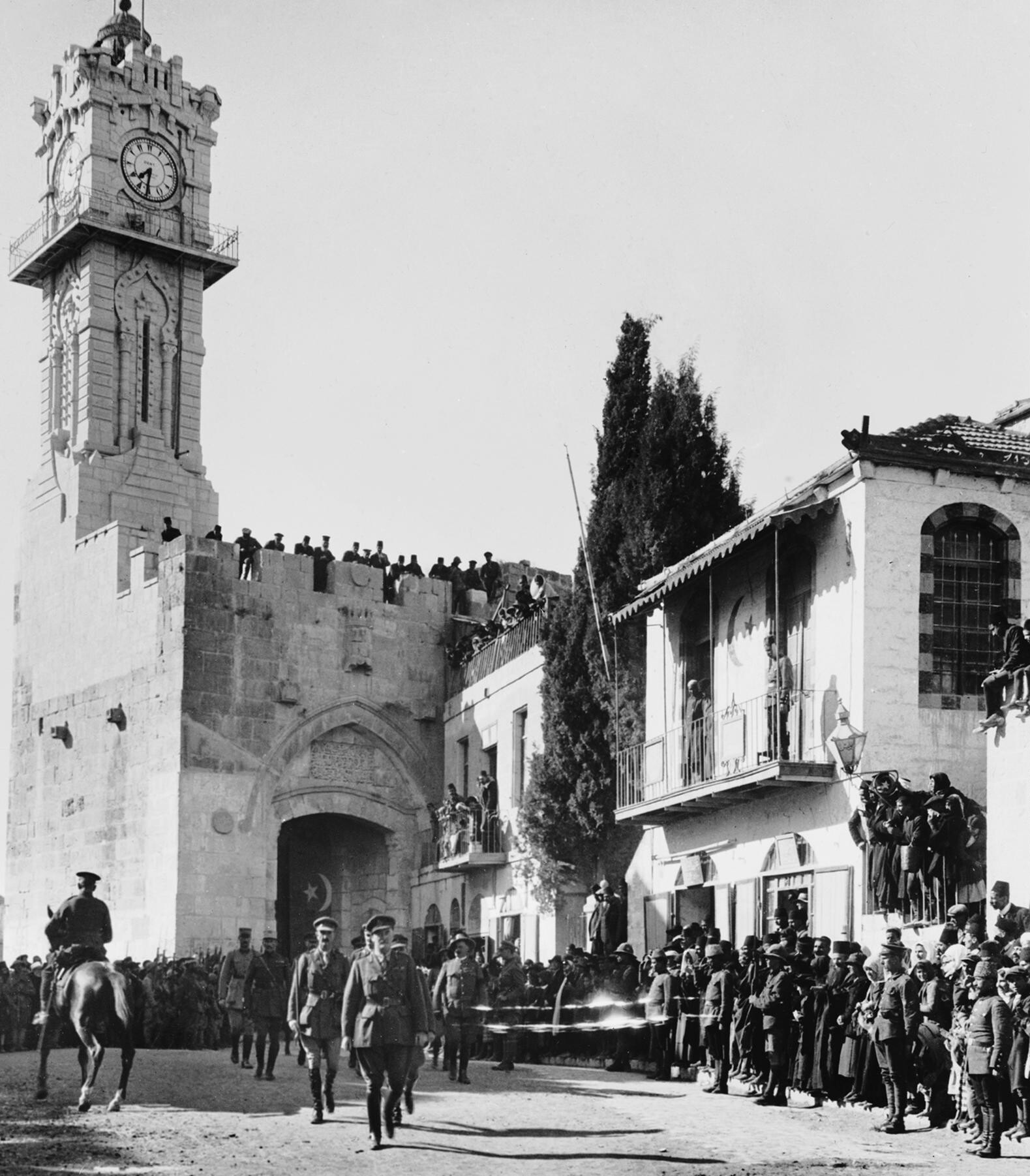
Generał Edmund Allenby wkracza do Jerozolimy, 11 grudnia 1917

27 czerwca 1917 Allenby objął dowództwo nad Egipskim Korpusem Ekspedycyjnym, zastępując sir Archibalda Murraya. Prowadząc działania wojenne przeciwko Imperium Osmańskiemu na terenie półwyspu Synaj i w Palestyny, Allenby wydał jasny rozkaz: Jerozolima musi być zdobyta przed Świętami Bożego Narodzenia. Przeprowadził osobistą kontrolę podległych mu oddziałów, bardzo często odwiedzając przednie wojska liniowe, czym zyskał szacunek żołnierzy. Jednak ze względu na swoją surowość i pedantyczność nie był lubiany (radiotelegrafiści wysyłali do siebie znaki „B.L.”, co było skrótem od angielskiego Bull loose, czyli „byk na wolności” i oznaczało, że Allenby wyruszył w kolejną niezapowiedzianą inspekcję). Po ocenie stanu własnych sił, wystąpił o wzmocnienie trzema dodatkowymi dywizjami piechoty, lotnictwem i artylerią. Jego prośba została spełniona i do Egiptu przysłano siły ANZAC z Indii i południowej Afryki. Równolegle z reorganizacją Egipskiego Korpusu Ekspedycyjnego, Allenby usilnie starał się utrzymać dobre stosunki z Arabami. Poparł wysiłki Thomasa Lawrence’a i wyraził zgodę na przekazywanie 200 tys. funtów miesięcznie Arabom w zamian za ich udział w wojnie przeciwko Turkom.
W październiku 1917 rozpoczęła się brytyjska kampania w Palestynie. Kluczowym punktem pierwszego etapu wojny była bitwa o Beer Szewę. Jej kulminacyjnym momentem była ostatnia udana szarża kawalerii podczas nowoczesnej wojny, które przeprowadziły 4 i 12 Regiment Lekkiej Jazdy. Podczas walk o Gazę na przełomie października i listopada, Allenby przeniósł swoją główną kwaterę z Kairu do Rafah, aby w ten sposób być bliżej prowadzonych walk. 9 grudnia 1917 została zdobyta Jerozolima. Zwycięski generał Allenby okazał szacunek dla Świętego Miasta, i pomimo faktu, że był wieloletnim dowódcą kawalerii, zsiadł z konia i pieszo wszedł przez Bramę Jafy do miasta. W połowie lutego 1918 brytyjskie oddziały zajęły miasto Jerycho i przejęły kontrolę nad rejonem Morza Martwego, podejmując w marcu próbę ataku na Amman. Tymczasem na froncie zachodnim w Europie rozpoczęła się ostatnia ofensywa niemiecka. Brytyjski rząd został przez nią zmuszony do rezygnacji z szybkiego pokonania Imperium osmańskiego i nakazał wysłanie posiłków z Bliskiego Wschodu. W sumie siły Allenby’ego zostały uszczuplone o około 60 tys. żołnierzy, co wstrzymało jego dalszą ofensywę. Nowe oddziały przybyłe do Palestyny głównie z Australii, Nowej Zelandii, Indii i południowej Afryki, umożliwiły podjęcie w kwietniu nowych działań ofensywnych. Główna ofensywa rozpoczęła się w sierpniu, a przełamanie tureckich linii obronnych nastąpiło po bitwie pod Megiddo (19-21 września 1918). W następnych dniach brytyjskie wojska prowadziły natarcie w imponującym tempie, 20 mil dziennie. 1 października zajęto Damaszek, 16 października Hims, a 25 października Aleppo. W dniu 30 października 1918 Imperium osmańskie skapitulowało.

### Po wojnie
Po zakończeniu wojny, generał Allenby objął w grudniu 1918 dowództwo nad południowym obszarem Administracji Zajętych Terytoriów Wrogich (ang. Occupied Enemy Territory Administration – OETA). Południowy obszar obejmował sandżaki Jerozolimy, Nablusu i Akki. Tym samym, generał Allenby objął obowiązki pierwszego wojskowego administratora Brytyjskiej Administracji w Palestynie, które pełnił do czerwca 1918.
W 1919 otrzymał awans na marszałka polnego (Field Marshal), a 7 października 1919 został 1 Wicehrabią Allenby, Megiddo i Felixstowe w hrabstwie Suffolk. W latach 1919–1925 pełnił obowiązki wysokiego komisarza Egiptu, aktywnie wspierając uzyskanie niepodległości przez Królestwo Egiptu (28 lutego 1922). W okresie tym Allenby wielokrotnie odwiedzał Wielką Brytanię, podejmując liczne obowiązki wojskowe i publiczne. Podczas tych wizyt został kilkakrotnie odznaczony wysokimi odznaczeniami państwowymi. W 1925 zakończył służbę wojskową.

## Działalność cywilna
W latach 1935–1936 pełnił obowiązki rektora na Uniwersytecie Edynburskim.
Zmarł nagle w dniu 14 maja 1936 w Londynie. Przyczyną zgonu było pęknięcie tętniaka mózgu. Został pochowany w Opactwie Westminsterskim.